# إيفيت بروخ
إيفيت بروخ (بالهولندية: Yvette Broch) مواليد 21 ديسمبر 1990 في وحش، هولندا، هي لاعبة كرة يد هولندية. مثلت منتخب هولندا لكرة اليد للسيدات. شاركت في دورة الألعاب الأولمبية الصيفية سنة 2016. حققت المركز الثاني في بطولة العالم لكرة اليد للسيدات 2015.

## سجل المنافسة
شاركت في البطولات التالية:
- الألعاب الأولمبية الصيفية 2016
- بطولة العالم لكرة اليد للسيدات 2011
- بطولة العالم لكرة اليد للسيدات 2013
- بطولة العالم لكرة اليد للسيدات 2015
- بطولة أوروبا لكرة اليد للسيدات 2014
- بطولة أوروبا لكرة اليد للسيدات 2016

## الميداليات
| الميدالية | المسابقة                            |
| --------- | ----------------------------------- |
| فضية      | بطولة العالم لكرة اليد للسيدات 2015 |
| فضية      | بطولة أوروبا لكرة اليد للسيدات 2016 |

## روابط خارجية
- إيفيت بروخ على موقع الاتحاد الأوروبي لكرة اليد (الإنجليزية)
- إيفيت بروخ على موقع اللجنة الأولمبية الدولية (الإنجليزية)
- إيفيت بروخ على موقع أوليمبيديا (الإنجليزية)
- إيفيت بروخ على موقع تيم أن.أل (الهولندية)